# Euthynnus alletteratus
Il tonnetto o alletterato (Euthynnus alletteratus), conosciuto comunemente come tonnetto alletterato, è un pesce marino appartenente alla famiglia Scombridae.

## Distribuzione e habitat
Questa specie è diffusa nel mar Mediterraneo (dove è comune anche nelle acque costiere italiane) e nell'Oceano Atlantico orientale (dal golfo di Guascogna all'Africa tropicale) e occidentale (dal Maine al Brasile). 

È una specie pelagica che frequenta acque aperte e costiere.

## Descrizione
Simile al tombarello da cui si distingue per le pinne dorsali contigue (nell'Auxis le due pinne sono separate da un largo spazio), per l'occhio proporzionalmente più piccolo ed il corpo meno slanciato, può essere confuso anche con il giovane tonno rosso che però non ha i caratteristici disegni sul dorso o con il tonnetto striato da cui è distinguibile per la diversa colorazione. 

La livrea è azzurro scuro sul dorso e bianco madreperlaceo sul ventre. Nel terzo posteriore del corpo, in posizione dorsale ci sono disegni scuri molto simili a quelli del tombarello, inoltre ci sono 4-8 grossi punti neri sotto la pinna pettorale. 

Raggiunge 1 m di lunghezza e massimo 15 kg di peso.

## Alimentazione
Cattura pesci e cefalopodi pelagici.

## Riproduzione
Si riproduce in primavera-estate.

## Pesca
Abbocca facilmente alle lenze a traina ed è anche catturato con vari tipi di rete. Le carni sono ottime, simili a quelle del tonno. Misura minima di pesca è la lunghezza di almeno 30 cm.
In base al regolamento CEE 1536/92 la conserva di questo pesce non può essere commercializzata come tonno, ma soltanto come palamita.